# Aeroporto de Belo Horizonte-Pampulha
O Aeroporto de Belo Horizonte/Pampulha - Carlos Drummond de Andrade, mais conhecido como Aeroporto da Pampulha (IATA: PLU, ICAO: SBBH), é um aeroporto doméstico, no município de Belo Horizonte, um dos mais tradicionais aeroportos do Brasil. Fica localizado na Pampulha, zona norte de Belo Horizonte, localizado a 8,3 km do centro da cidade. Com o crescimento de Belo Horizonte, Pampulha se transformou em um aeroporto central, inserido no contexto urbano da metrópole, sendo por muito tempo o aeroporto mais movimentado do estado de Minas Gerais, até a transferência dos voos nacionais para Confins em 2005. Hoje, e é o terceiro aeroporto mais movimentado do estado em número de passageiros, ficando atrás de Confins e Uberlândia.
O complexo aeroportuário da Pampulha está instalado em uma área de aproximadamente 2 milhões de metros quadrados, contando com uma pista com capacidade para 25 operações pouso/decolagens por hora, e um terminal de passageiros com capacidade instalada para atender a 400 passageiros por hora. Desde 2009, o aeroporto está equipado com os sistemas de pouso por instrumentos LOC e DME, que permitem o aeroporto operar em condições adversas com o mesmo nível de segurança operacional, assim  ajudando a diminuir a quantidade  de fechamentos do aeroporto por conta do clima ruim.
Atualmente, o Aeroporto da Pampulha possui alguns voos regulares ligando Belo Horizonte a cidades do interior do estado de Minas Gerais e estados vizinhos. Porém, a maior parte das operações do aeroporto é a aviação geral, onde inclui-se a aviação executiva, que representa mais de 70% de todo o movimento de aeronaves da Pampulha.  O aeroporto também se destaca como grande centro de manutenção de helicópteros, aeronaves executivas, e aeronaves comerciais de pequeno porte.
Nos últimos anos, muita polêmica e especulação gira em torno da reabertura da Pampulha para mais voos nacionais. De um lado, executivos, entidades empresariais e companhias aéreas têm defendido a liberação de mais voos no aeroporto para capitais mais próximas, com argumento de ganho de tempo nas viagens a negócio, e competitividade para a Grande Belo Horizonte. De outro lado, a população vizinha ao aeroporto é contra qualquer tipo de aumento no número de voos, principalmente por conta do ruído das aeronaves. Outros ainda acham que tal medida poderia prejudicar o desenvolvimento do Aeroporto Internacional de Confins. Essa questão já foi tema de diversas audiências na Câmara Municipal de Belo Horizonte e na Assembleia Legislativa de Minas Gerais, com envolvimento do Governo Estatual e também da Prefeitura de Belo Horizonte nas discussões.

## História
|                                                  |  |                                                |
| Vista para o Pátio Sul do Aeroporto da Pampulha. |  | Jato Embraer 190 da Vale pousando na Pampulha. |

Mesmo antes de possuir oficialmente um aeroporto, Belo Horizonte teve a oportunidade de presenciar seu primeiro voo em abril de 1912. Nos céus de onde hoje é o bairro Prado, em um avião monoplano tipo Blériot, o piloto italiano Ernesto Dariolli realizou uma demonstração de voo que marcou definitivamente a história da aviação na capital mineira.
O Campo de Aviação do Prado, com uma pista de apenas 200 metros, era considerado perigoso,operando apenas pequenas aeronaves, sendo impróprio para o atender a serviços regulares como o Correio Aéreo Militar. Esse campo de aviação logo viria a ter suas operações encerradas com o funcionamento de um novo aeroporto, com uma melhor estrutura.
Então, no início da década de 30, foram desapropriados alguns sítios e chácaras na região conhecida como Arraial Pampulha, para a construção de uma base de operações de pousos e decolagens. O nome Pampulha veio de um bairro que existia em Lisboa, e foi atribuído à localidade por imigrantes portugueses que habitaram aquela área, quando ainda era zona rural de Belo Horizonte.

### Cronologia
1933 - Em 1933, o aeroporto inicia suas atividades como Destacamento de Aviação, com o objetivo de atender aos voos do Correio Aéreo Militar na chamada Linha de São Francisco, que ligava o Rio de Janeiro a Fortaleza, sendo Belo Horizonte uma das escalas até o destino final. Registrado oficialmente como Aeroporto de Belo Horizonte, em sua inauguração, ficou sendo conhecido popularmente como Aeroporto da Pampulha.
1935 - A VASP e também a Panair do Brasil são as primeiras empresas aéreas a aterrissarem e decolarem no aeroporto, em voos experimentais. As duas companhias passaram a disputar a concessão da primeira linha aérea comercial no aeroporto.
1936 - Em 23 de abril de 1936 o Destacamento de Aviação é transformado em Núcleo do 4º Regimento de Aviação, contando com uma pista de grama com dimensões de 720m por 20m e operando aeronaves do Correio Militar tipo Waco Cabine, Piper e Beech-Mono.
1936 - Em 2 de setembro de 1936, através da Lei n.º 76, o governo mineiro foi autorizado a conceder à Panair do Brasil o direito de explorar a linha aérea comercial entre Belo Horizonte e o Rio de Janeiro. A VASP, que perdeu a concorrência, só veio a operar voos regulares na Pampulha a partir de 1958.
1936 - Em 6 de novembro de 1936, foi fundado no Aeroporto da Pampulha o Aeroclube de Minas Gerais com o objetivo de formar pilotos privados e comerciais.
1937 - Em 23 de março de 1937 foi oficialmente inaugurada a linha comercial Rio-BH-Rio, com um avião bimotor Lockeed 10E Electra I, PP-PAS, com capacidade para dois tripulantes e seis passageiros.
1938 - Foi inaugurada a Lagoa da Pampulha, que teve sua barragem construída numa das extremidades do aeroporto. (O Conjunto Arquitetônico da Pampulha foi inaugurado mais tarte, em 1943, por Juscelino Kubitschek, quando prefeito de Belo Horizonte.)
1939 - Ano de expansão das chamadas Linhas Mineiras, onde em sucessivos lances foram implantados serviços aéreos com escala compulsória em Belo Horizonte, com as seguintes linhas: Rio de Janeiro - Belo Horizonte - Uberaba; Rio de Janeiro - Belo Horizonte - Poços de Caldas; Rio de Janeiro - Belo Horizonte - Poços de Caldas - São Paulo - Curitiba; e Rio de Janeiro - Belo Horizonte - Governador Valadares.
1940 - A Panair adota o sistema de rotas circulares para as ligações Rio - BH - Poços de Caldas - São Paulo, com as aeronaves partindo o Rio de Janeiro em sentidos opostos.
1941 - Com a criação do Ministério da Aeronáutica, o aeroporto passou a ser administrado pela Força Aérea Brasileira e recebeu a categoria de Base Aérea de Belo Horizonte.
|                                                     |  |                                            |
| Terminal de passageiros a partir do estacionamento. |  | Área de check-in do Aeroporto da Pampulha. |

1943 - A pista foi ampliada e concretada, alterando suas dimensões para 1500m por 45m, e passou a operar aeronaves como o Curtiss Commander, Beechcraft, Lodestar e Catalinas.
1944 - Em janeiro de 1944, o Aeroclube de Minas Gerais mudou-se definitivamente da Pampulha para o Aeroporto Carlos Prates, recém inaugurado, onde continua até hoje.
1947 - O crescimento urbano de Belo Horizonte toma a Região da Pampulha e envolve o aeroporto. Quase a metade dos novos loteamentos aprovados no Município de Belo Horizonte, entre este ano e 1963, situava-se nas proximidades da Lagoa da Pampulha. Com a valorização da região, por dez anos houve preponderância absoluta da Pampulha nos lançamentos de lotes aprovados.
1953 - A pista passou para 1700 metros e o aeroporto recebeu balizamento noturno.
1954 - Inauguração do prédio do terminal de passageiros do Aeroporto da Pampulha, tal como é até hoje. Nessa ocasião, Belo Horizonte se tornou um importante centro de distribuição de linhas aéreas, devido sua posição geográfica; A Pampulha era ponto de parada para quem ia de São Paulo com destino a cidades do Norte e Nordeste do Brasil.
1956 - Em outubro de 1956, inaugurou-se a Praça Bagatelle em frente ao terminal de passageiros, a qual, segundo consta, pretendia ser uma réplica em tamanho reduzido do Campo de Bagalelle, em Paris.
1961 - A pista atingiu comprimento 2540 metros e entrou em funcionamento um novo pátio de manobras, com capacidade para receber aeronaves de maior porte, incluindo alguns jatos. Com isso, autoridades da cidade e do estado tomaram iniciativas e conseguiram homologar o aeroporto como Internacional.
1965 - Depois de muitas controvérsias e sem operar ainda operar voos internacionais regulares, o projeto de internacionalização do Aeroporto da Pampulha foi abandonado. Em 11 de Março de 1965, foi excluído da categoria internacional, permanecendo no plano nacional como Aeroporto de Primeira Classe - Categoria B.
1973 - A administração do Aeroporto de Belo Horizonte/Pampulha passou a ser de responsabilidade da estatal Infraero, criada em dezembro de 1972.
1978 - Ao longo dos anos 70, o movimento do aeroporto cresceu com o desenvolvimento do transporte aéreo, tornando suas instalações insuficientes para suportar o atendimento de novas demandas, principalmente das modernas e grandes aeronaves intercontinentais. Assim sendo, em 3 de julho de 1978, o Ministério da Aeronáutica, em parceria com o Governo do Estado de Minas Gerais, criou a Comissão Coordenadora do Projeto Aeroportuário de Belo Horizonte – COPAER/BH, para elaborar e construir o novo Aeroporto Internacional de Belo Horizonte, em Confins, entre os anos de 1979 a 1983.
1983 - Em 26 de setembro de 1983, foi criado o CIAAR (Centro de Instrução e Adaptação da Aeronáutica) dentro do aeroporto, onde passaram a ser formados oficiais de diversos quadros para a Força Aérea Brasileira.
1983 - Em dezembro de 1983, o Aeroporto da Pampulha registrava um movimento anual de 1.150.000 passageiros  e 24.000 operações de pouso e decolagem de aeronaves, inclusive de  jatos de médio porte como o Boeing 737 e 727.
|                                                                   |  |  |
| Saguão do Aeroporto da Pampulha em direção à área de desembarque. |  |  |

1984 - Inaugurado em março de 1984, o novo Aeroporto Internacional de Belo Horizonte, em Confins, passou a receber 75% do movimento de aeronaves e 95% do movimento de passageiros, deixando o Aeroporto da Pampulha ocioso.
1986 - A distância do Aeroporto de Confins ao centro de Belo Horizonte e o transporte precário logo criaram uma enorme pressão para que os voos retornassem para a Pampulha. A partir de 1986, a criação dos voos direto ao centro conhecidos como VDC, e o uso de modernas aeronaves a jato ligando o Aeroporto da Pampulha a outras capitais, trouxe um grande número de passageiros volta.
1992 - O Aeroporto da Pampulha volta a dar lucro, tendo alcançado novamente grandes índices de movimento de passageiros e aeronaves.
1998 - Com a liberação da concorrência em 1998 e dos voos em aeroportos centrais, a Pampulha novamente apresenta níveis operacionais próximos da saturação.
2002 - No ano de 2002 o Aeroporto da Pampulha bateu o recorde histórico no movimento de aeronaves, com um total de 88.737 operações de pouso e decolagens, transportando 3.073.976 passageiros.
2004 - O aeroporto recebeu o nome do poeta e escritor mineiro Carlos Drummond de Andrade, em homenagem ao seu centenário de nascimento. Pela lei federal Nº 11.002, de 16 de dezembro de 2004, o aeroporto passou a ser oficialmente denominado "Aeroporto de Belo Horizonte/Pampulha - MG - Carlos Drummond de Andrade".
2004 - Recorde histórico no número de passageiros, com 3.194.715 passageiros embarcados e desembarcados.
2005 - Em 13 de março de 2005, dentro ao programa do Governo do Estado de Minas Gerais, o antigo DAC (atual ANAC) e a Infraero transferiram os voos nacionais para o Aeroporto de Confins, mantendo apenas voos regionais na Pampulha.
2006 - O Aeroporto da Pampulha passa a ser deficitário, estando a operar abaixo de sua capacidade desde a transferência dos voos para Confins.
2009 - Homologação dos sistemas de pousos por instrumentos em setembro de 2009. O Aeroporto passou a operar com o LOC/LLZ (localizador/localizer)  que fornece a indicação do eixo central da pista por meio de ondas de rádio, combinado com o sistema DME (Distance Measuring Equipment), que dá informações de distância da pista, através de ondas UHF. Os sistemas LOC e DME, operando em conjunto, ajudam a manter a operação dos pousos no aeroporto em dias de clima ruim, com o mesmo nível de segurança operacional.
2016 - A partir de 27 de março de 2016, por meio da decisão Nº103/2015 da ANAC, o Aeroporto da Pampulha passa a ser submetido ao sistema de alocação de slots.

## Cancelamento de investimentos
No início dos anos 2000 a Infraero anunciou investimentos bilionários nos aeroportos brasileiros usando recursos próprios. A estatal estava disposta a aplicar esses recursos primordialmente nos aeroportos centrais – Congonhas, Santos Dumont e Pampulha – que eram os mais saturados naquela ocasião, funcionando muito acima da capacidade operacional. Porém, o Aeroporto de Belo Horizonte seguiu um caminho diferente dos outros aeroportos centrais e não chegou a ter aplicação desse investimento.

### Projeto de ampliação de 2003
Em 13 de outubro de 2003, a Infraero apresentou o projeto básico de reforma e modernização do Aeroporto da Pampulha em uma audiência pública, em Brasília. O projeto tinha um cronograma com previsão de 24 meses consecutivos para conclusão das obras. Dentre outras intervenções, o projeto incluía:
- Ampliação do terminal de passageiros (TPS) com o acréscimo de mais dois andares ao terminal já existente, dobrando a capacidade de atendimento de passageiros;

1. Térreo: Área de desembarque; área de check-in; 26 pontos comerciais
2. Primeiro Andar: Conexão ao edifício garagem pela passarela; Área de Embarque (Acesso às pontes de embarque); 31 pontos comerciais
3. Segundo Andar: Terraço panorâmico; área administrativa da Infraero; 6 pontos comerciais

- Aumento no número de balcões de Check-in de 10 para 30 postos;
- Instalação de 4 pontes de embarque;
- Aumento do número de esteiras de restituição de bagagem de 1 para 3 esteiras;
- Construção de um edifício garagem (EDG), podendo chegar a 9 pavimentos, com até 1756 vagas;
- Construção de uma passarela entre o edifício garagem e o terminal de passageiros;
- Instalação de 8 escadas rolantes;
- Instalação de 10 elevadores;
- Criação de 63 pontos comerciais distribuídos pelos três pavimentos;
- Construção de pátio coberto para equipamentos de rampa (como escadas móveis de desembarque remoto; garfo de recuo para taxiar aeronaves no pátio; e veículos aeroportuários) e um prédio de apoio;
- Construção de nova torre de controle (TWR) e do grupo de navegação aérea (GNA), acoplados ao terminal de passageiros;
- Adequação do sistema viário;

### Cancelamento do projeto
O projeto de reforma e ampliação do Aeroporto da Pampulha até chegou à fase de licitação, entretanto, à época, o governo do estado convenceu a Infraero a abandonar o projeto e então tornar o Aeroporto de Confins o principal aeroporto de Belo Horizonte. Para isso, o Governo de Minas se comprometeu com a estatal em investir na melhoria acesso rodoviário ao Aeroporto Internacional, em Confins.  Assim, tendo o aeroporto da Pampulha ficado em segundo plano, o projeto de ampliação e modernização do terminal não foi levado a diante, e os recursos retidos pela Infraero.
Por outro lado, os aeroportos vizinhos Paulistano e Carioca fizeram proveito dos recursos disponibilizados e passaram por uma reestruturação de larga escala, ampliando os terminais e estacionamentos de veículos, instalando as pontes de embarque que também não possuíam, dentre outras adequações que dobraram a capacidade desses aeroportos. Enquanto isso, não tendo feito uso dos recursos à disposição, o Aeroporto da Pampulha ficou inerte e mantém até hoje a limitada estrutura da década de 90.

## Transferência dos voos para Confins
No ano de 2004, o Aeroporto da Pampulha era o 8º mais movimentado do Brasil com o recorde histórico de 3,2 milhões de passageiros, conforme dados da Infraero. Nesta época eram operados cerca de 140 voos diários, mesmo com o acanhado tamanho do terminal, que sempre estava superlotado de pessoas. O aeroporto chegou a atender um número de passageiros duas vezes maior que sua capacidade.
|                                                                |  |  |
| Lotação da área de check-in no Aeroporto da Pampulha, em 2004. |  |  |

Assim, em 2005 o então governador Aécio Neves investiu em um programa para a volta do Aeroporto de Confins como a principal porta de entrada e saída aérea de Belo Horizonte, passando cerca de 90% dos voos da Pampulha para lá. O processo incluiu o aprimoramento da conexão terrestre de Confins para Belo Horizonte, com a construção da chamada Linha Verde, uma via de transito rápido que possibilitaria maior rapidez no trajeto entre o Belo Horizonte e o aeroporto de Confins.
A data da transferência dos voos, 13 de março de 2005, foi definida em reunião entre a Infraero, a Prefeitura de Belo Horizonte, o antigo DAC, as companhias aéreas e o Governo do Estado de Minas Gerais. O dia da transferência foi sugerido pelas companhias aéreas por ser a data de transição entre a alta e a baixa temporada. A pedido do então Prefeito de Belo Horizonte, Fernando Pimentel, as companhias aéreas mantiveram alguns voos saindo do Aeroporto da Pampulha com destino ao Rio de Janeiro, São Paulo e Brasília, até a conclusão das obras na Linha Verde, em 2007.
Este programa foi selado com o Termo de Ajustamento de Conduta (TAC), firmado entre a Infraero e a Secretaria de Estado de Meio Ambiente e Desenvolvimento Sustentável de Minas Gerais (Semad), que proíbe qualquer alteração no limite de aeronaves no aeroporto da Pampulha sem que os problemas ambientais e de segurança sejam solucionados. Com isso, ficou determinado que somente aviões com até 50 assentos e mais tarde, turboélices com até 75 assentos poderiam operar voos regulares no Aeroporto da Pampulha.
Ao fim deste processo, o Aeroporto da Pampulha teve um corte de 80% na movimentação de passageiros, de 2004 para 2006. Em outras palavras, já em 2006 o aeroporto movimentou apenas um quinto do número de passageiros registrado em 2004, antes da transferência dos voos.

### Aviação regional e executiva
Em 2007, o Governo do estado interveio novamente estimulando o desenvolvimento da aviação regional, fazendo com que o número de passageiros no aeroporto aos poucos voltasse a crescer. Para tanto, foi criada a Portaria Nº 993 de 17 de Setembro de 2007 da ANAC, que em suma limitava a operação no aeroporto em aeronaves de máximo 50 assentos (jatos e turboélices), e restringia as rotas em voos apenas para o interior do estado de Minas Gerais ou na condição de haver uma escala em voos para estados vizinhos. Com isso o aeroporto foi se tornando um hub da aviação regional, com cerca de 40 operações entre pousos e decolagens regulares nos dias úteis, e se tornou o aeroporto regional mais movimentado do país.
O aeroporto também tem apresentado crescimento da aviação executiva, dentro da aviação geral, que hoje corresponde por quase 70% da movimentação de aeronaves no Aeroporto da Pampulha. Atualmente diversas empresas prestam serviços de táxi aéreo em aviões e helicópteros, mantendo hangares e centros de operação na Pampulha, tais como: ADE Táxi Aéreo, Alba Táxi Aéreo, Algar Aviation, Ariba Aerotáxi, Banjet Taxi Aéreo, Emccamp Táxi Aéreo, Emponta, Helimed UTI Aérea, Just in Air Táxi Aéreo, Lider Aviação Executiva, TAM Aviação Executiva, Tamig Táxi Aéreo, Unimed Aeromédica, Vale, Vector Táxi Aéreo, dentre outras.
O desenvolvimento da aviação executiva contribuiu para que o aeroporto se tornasse uma referência em manutenção de aeronaves executivas, pequenos aviões comerciais e helicópteros. Várias empresas mantém oficinas e centros de manutenção no Aeroporto Pampulha, sendo estas certificadas pela ANAC para manutenção de aviões e helicópteros: Air Minas, Algar Aviação, ARG Aviação, AV Aeronáutica, Azul Linhas Aéreas, CEMIG, Chamone Indústria Aeronáutica, Claro Aviação, Cowan, Embrataxi, Lider Aviação Executiva, Minas Avionics, Minas Máquinas, TAM Aviação Executiva, Vale, dentre outras.

### Déficit operacional
|                                                                             |  |  |
| Saguão do Aeroporto da Pampulha, na área de Check-in, com poucos pasageiros |  |  |

Outro reflexo deste programa se dá na perda de rentabilidade da Pampulha, onde a acentuada queda no movimento de passageiros a partir de 2006 fez com que o aeroporto passasse a dar prejuízos à administração da Infraero. Nos anos de 2008 e 2009 o aeroporto chegou a registrar maior ociosidade, com níveis de movimentação inferiores a 600 mil passageiros por ano, representando menos de 40% de sua capacidade. Em 2013, quando o movimento de passageiros mais se aproximou de 1 milhão no aeroporto, o prejuízo operacional chegou a R$ 7,8 milhões, fora custos de depreciação.
A primeira década dos anos 2000 foi marcada pelo expressivo crescimento da aviação comercial no Brasil, enquanto o Aeroporto da Pampulha ficou parado no tempo em relação aos outros aeroportos por causa dos impasses políticos, legais e técnicos. Em 2012, sua colocação caiu para a 32ª posição entre os aeroportos mais movimentados do Brasil. Desta forma, aeroportos do interior, como Uberlândia - MG e Ribeirão Preto - SP, superaram o número de passageiros do Aeroporto da Pampulha, descaracterizando sua posição de aeroporto regional mais movimentado.

## Estatísticas

### Maiores rotas
Maiores rotas na Pampulha em 2004:
| Maiores rotas domésticas da Pampulha em 2004 (antes da transferência dos voos para Confins) |                                           |                                        |
| Rank                                                                                        | Origem/Destino                            | Passageiros (embarques e desembarques) |
| 1                                                                                           | Aeroporto de Congonhas                    | 1.142.953                              |
| 2                                                                                           | Aeroporto Internacional de Brasília       | 430.918                                |
| 3                                                                                           | Aeroporto Santos Dumont                   | 351.281                                |
| 4                                                                                           | Aeroporto Internacional do Rio de Janeiro | 205.055                                |
| 5                                                                                           | Aeroporto de Vitória                      | 195.360                                |
| 6                                                                                           | Aeroporto Internacional de Salvador       | 154.666                                |
| 7                                                                                           | Aeroporto Internacional de Campinas       | 122.259                                |
| 8                                                                                           | Aeroporto de Uberlândia                   | 81.624                                 |
| 9                                                                                           | Aeroporto de Montes Claros                | 61.123                                 |
| 10                                                                                          | Aeroporto de Porto Seguro                 | 55.118                                 |
| 11                                                                                          | Aeroporto de Ipatinga                     | 52.309                                 |
| 12                                                                                          | Aeroporto Internacional do Recife         | 33.906                                 |
| 13                                                                                          | Aeroporto de Governador Valadares         | 32.809                                 |
| 14                                                                                          | Aeroporto de Araxá                        | 12.816                                 |
| 15                                                                                          | Aeroporto de Uberaba                      | 11.662                                 |

| Maiores rotas domésticas da Pampulha em 2010 (última divulgação) |                                      |                                        |
| Rank                                                             | Origem/Destino                       | Passageiros (embarques e desembarques) |
| 1                                                                | Aeroporto de Montes Claros           | 98.131                                 |
| 2                                                                | Aeroporto de Ipatinga                | 93.280                                 |
| 3                                                                | Aeroporto de Uberlândia              | 63.027                                 |
| 4                                                                | Aeroporto de Governador Valadares    | 51.192                                 |
| 5                                                                | Aeroporto de Ribeirão Preto          | 44.766                                 |
| 6                                                                | Aeroporto Internacional de Campinas  | 33.591                                 |
| 7                                                                | Aeroporto de Uberaba                 | 27.621                                 |
| 8                                                                | Aeroporto Santos Dumont              | 20.389                                 |
| 9                                                                | Aeroporto Internacional de São Paulo | 17.875                                 |
| 10                                                               | Aeroporto de Vitória da Conquista    | 17.156                                 |
| 11                                                               | Aeroporto de Araxá                   | 12.423                                 |
| 12                                                               | Aeroporto de Juiz de Fora            | 10.479                                 |
| 13                                                               | Aeroporto de São João del-Rei        | 8.311                                  |
| 14                                                               | Aeroporto de Patos de Minas          | 5.874                                  |
| 15                                                               | Aeroporto de Cabo Frio               | 5.466                                  |

### Composição das operações
Composição das operações no Aeroporto da Pampulha, em 2015:
Existem três tipos de aviação operando no Aeroporto da Pampulha:
- A Aviação comercial, referente as companhias aéreas que comercializam passagens e mantém voos regulares em linhas aéreas partindo do aeroporto;
- A Aviação geral, referente voos da aviação executiva, de pequenos aviões de propriedade particular, de helicópteros, voos de treinamento para pilotos iniciantes e outras atividades aéreas que não sejam voos regulares ou aeronaves militares;
- E a Aviação militar, com a utilização de aviões para fins exclusivamente militares, incluindo o uso de outras aeronaves como helicópteros.

Segundo o Centro de Gerenciamento de Navegação Aérea (CGNA), em 2014 o aeródromo recebeu 66.711 voos (pousos e decolagens), sendo 71% da aviação geral. 21% da aviação comercial e 8% da aviação militar.
Do ano 2014 para 2015 a aviação comercial caiu 38,0%, ao passo que a aviação geral permaneceu caiu 17,7% e a aviação militar cresceu em 9,6% no movimento de aeronaves no Aeroporto da Pampulha. Desse modo, a participação da aviação comercial no movimento de aeronaves na Pampulha caiu de 21% para 16%, a aviação geral aumentou de 71% para 72% e a aviação militar deu um salto de 8% para 11%, em relação ao ano de 2014.

### Movimento operacional
| Histórico - Movimento Operacional                                           |             |         |           |         |
| Ano                                                                         | Passageiros |         | Aeronaves |         |
| 2015                                                                        | 712.553     | Baixa   | 43.644    | Baixa   |
| 2014                                                                        | 945.434     | Baixa   | 64.096    | Baixa   |
| 2013                                                                        | 989.332     | Aumento | 65.491    | Baixa   |
| 2012                                                                        | 774.881     | Baixa   | 72.892    | Aumento |
| 2011                                                                        | 793.305     | Aumento | 65.854    | Baixa   |
| 2010                                                                        | 757.685     | Aumento | 66.650    | Aumento |
| 2009                                                                        | 598.360     | Aumento | 58.288    | Aumento |
| 2008                                                                        | 561.189     | Baixa   | 57.776    | Aumento |
| 2007                                                                        | 759.824     | Aumento | 52.812    | Aumento |
| 2006                                                                        | 629.378     | Baixa   | 47.602    | Baixa   |
| 2005                                                                        | 1.281.745   | Baixa   | 49.467    | Baixa   |
| 2004                                                                        | 3.194.715   | Aumento | 76.094    | Aumento |
| 2003                                                                        | 2.971.418   | Baixa   | 75.476    | Baixa   |
| 2002                                                                        | 3.073.976   | Aumento | 88.737    | Aumento |
| Nota: A Infraero não inclui na estatística as operações da Aviação Militar. |             |         |           |         |

| Histórico - Movimento Operacional                                           |             |         |           |         |
| Ano                                                                         | Passageiros |         | Aeronaves |         |
| 2015                                                                        | 712.553     | Baixa   | 43.644    | Baixa   |
| 2014                                                                        | 945.434     | Baixa   | 64.096    | Baixa   |
| 2013                                                                        | 989.332     | Aumento | 65.491    | Baixa   |
| 2012                                                                        | 774.881     | Baixa   | 72.892    | Aumento |
| 2011                                                                        | 793.305     | Aumento | 65.854    | Baixa   |
| 2010                                                                        | 757.685     | Aumento | 66.650    | Aumento |
| 2009                                                                        | 598.360     | Aumento | 58.288    | Aumento |
| 2008                                                                        | 561.189     | Baixa   | 57.776    | Aumento |
| 2007                                                                        | 759.824     | Aumento | 52.812    | Aumento |
| 2006                                                                        | 629.378     | Baixa   | 47.602    | Baixa   |
| 2005                                                                        | 1.281.745   | Baixa   | 49.467    | Baixa   |
| 2004                                                                        | 3.194.715   | Aumento | 76.094    | Aumento |
| 2003                                                                        | 2.971.418   | Baixa   | 75.476    | Baixa   |
| 2002                                                                        | 3.073.976   | Aumento | 88.737    | Aumento |
| Nota: A Infraero não inclui na estatística as operações da Aviação Militar. |             |         |           |         |

## Polêmica sobre novos voos
| |  |  |
| Pista do Aeroporto da Pampulha, com 2.364 metros, maior que a de aeroportos como Congonhas e Santos Dummont |  |  |

Em 2010, a Portaria Nº 993, que favorecia os voos regionais na Pampulha, foi anulada pela Decisão Nº 49, de 17 de março de 2010, por haver contradição com a Lei de Criação da Anac (Lei 11.182). Enquanto a lei determina que a ANAC siga exclusivamente critérios de segurança ou capacidade operacional para limitar aeroportos, a portaria de 2007 teria adotado critérios político-econômicos para limitação do Aeroporto da Pampulha.
Na época, esclarecendo a anulação desta Portaria, o superintendente de Regulação Econômica e Acompanhamento de Mercado da ANAC, Juliano Alcântara Norman, declarou que a circulação na Pampulha ficaria congelada até que fossem definidos, pela Aeronáutica e pela Infraero, os critérios técnicos para a exploração do aeroporto. Cabendo à Aeronáutica fazer a avaliação da segurança e de navegação aérea do aeroporto, e à Infraero avaliar a capacidade operacional do aeroporto.
A ANAC contestava a competência técnica da Infraero em restringir o Aeroporto da Pampulha por meio do Termo de Ajustamento de Conduta (TAC), firmado entre a Infraero e o Governo do Estado, sem ter sido consultada. Em 27 de fevereiro de 2012, a Secretaria de Estado de Meio Ambiente e Desenvolvimento Sustentável de Minas Gerais (Semad) emitiu a licença ambiental para operações no Aeroporto da Pampulha. Com isso, tendo o aeroporto atendido questões ambientais e de segurança, o TAC perdeu a validade, sendo extinto qualquer tipo de restrição legal ou regimentar, desde então.
Em 2015, com um novo pleito no Governo Estadual, o estado dá sinais favoráveis à ampliação das operações com aviões maiores e também com outras companhias no Aeroporto da Pampulha. Para o Secretário de Estado de Desenvolvimento Econômico, Altamir Rôso, a Pampulha pode operar neste sentido sem prejudicar a eficiência do aeroporto de Confins. A Infraero já atualizou o plano diretor do aeroporto para realizar expansões necessárias, que dependem da incorporação da àrea do
Centro de Instrução e Adaptação da Aeronáutica (CIAAR) para que seja possível dar início às obras.

### Público contrário
A maior polêmica gira em torno da liberação de aviões a jato de médio porte no aeroporto. Nos pleitos de Aecio Neves e Antônio Anastasia, o governo do estado se posicionou expressamente contra esta possibilidade, considerando isso um verdadeiro retrocesso para os projetos de desenvolvimento econômico aplicados no chamado Vetor Norte de Belo Horizonte. Nestes projetos, além da ampliação e modernização do Aeroporto de Confins, inclui-se construção da Linha Verde, a transferência da sede do governo do estado para a Cidade Administrativa de Minas Gerais e a criação do Aeroporto Indústria, criado com objetivo ser de um hub logístico multimodal.
A população vizinha ao aeroporto também não é favorável ao aumento de voos, entendendo que isso poderia causar complicações no trânsito da vizinhança, intensificar a poluição sonora e atmosférica produzida pelas aeronaves, além da preocupação com o risco de acidentes.

### Público a favor
Outra parte da população de Belo Horizonte defende o uso da Pampulha em voos para as capitais mais próximas, uma vez que o uso do aeroporto central seria sinônimo de economia de tempo e dinheiro, principalmente para quem viaja a trabalho. Em uma audiência na Câmara Municipal de Belo Horizonte em 2012, o presidente do Instituto Brasileiro de Executivos de Finanças (IBEF) em Minas Gerais e da Associação dos Economistas de Minas Gerais (ASSEMG), Carlos Alberto Teixeira, apresentou argumentos de como o tempo e o custo do deslocamento até Confins fazem com que Belo Horizonte perca vantagem competitiva em relação às cidades de São Paulo e Rio de Janeiro, que tem seus aeroportos centrais Santos Dumont e Congonhas ativos, favorecendo as viagens de negócios nestas cidades.
Entidades empresariais como a Federação das Indústrias do Estado de Minas Gerais (Fiemg) e a Câmara de Dirigentes Lojistas de Belo Horizonte (CDL-BH) também apoiam a retomada de voos nacionais na Pampulha para atender a demanda de executivos que vêm à Belo Horizonte a negócios.

## A operação das companhias
|                                                                    |  |                                        |
| Aviões ATR da Azul linhas Aéreas no pátio do Aeroporto da Pampulha |  | Vista parcial do Aeroporto da Pampulha |

Hoje só operam regularmente aviões Cessna Grand Caravan C208, pertencentes à TWO Flex Táxi Aéreo, cumprindo voos para o interior do estado por meio do Projeto Voe Minas. A Azul Linhas Aéreas Brasileiras, uma das três maiores companhias aéreas do Brasil, encerrou suas operações na Pampulha no primeiro semestre de 2016.  Devido aos impasses em torno da operação do aeroporto, outras companhias aéreas seguem impedidas de operar na Pampulha.
Fundada em 2008, Azul Linhas Aéreas tinha o propósito de concentrar seus voos nacionais no Aeroporto da Pampulha, bem como no Aeroporto Santos Dumont no Rio de Janeiro, que também tinha restrições para voos fora da ponte aérea Rio-São Paulo. O aeroporto carioca acabou por ter os voos para outros estados liberados enquanto o aeroporto mineiro continuou restrito. A empresa somente conseguiu entrar na Pampulha após a fusão com a TRIP Linhas Aéreas.
Com a restrição para novos voos na Pampulha, a estratégia tomada pela Azul ao assumir o controle da TRIP foi substituir alguns voos que partiam para o interior do estado de Minas Gerais por novas rotas com destino ao Aeroporto Internacional de Guarulhos e também para o seu hub no Aeroporto Internacional de Campinas. Com as alterações, as cidades de Varginha, São João del Rei, Juiz de Fora e Uberaba ficaram sem ligação direta com o Aeroporto da Pampulha em 2013. Outra alteração foi no tipo de aeronave usada nas novas rotas: onde antes eram utilizadas aeronaves ATR-42, com 45 assentos, as operações passaram a ser feitas em aeronaves ATR-72, com 70 assentos. Estas alterações contribuíram para expressivo aumento de 27,7% no número de passageiros no aeroporto em relação ao ano anterior, que chegou a registrar o movimento de quase 1 milhão de passageiros em 2013.
No ano 2013, a Passaredo também solicitou a operação de novas rotas na Pampulha com destino à Brasília, Uberlândia e Montes Claros, mas não recebeu a autorização da ANAC para nenhuma delas. A companhia permanece no Aeroporto da Pampulha operando apenas a rota para Ribeirão Preto, e um voo semanal para Porto Seguro, na Bahia.
Em 28 de dezembro de 2015, a Flyways, nova companhia aérea regional, começou a operar no Aeroporto da Pampulha. Inicialmente os voos da companhia só foram autorizados pela ANAC como charter, voos não regulares ou provisórios. Só a partir de 27 de março de 2016, com a validação dos slots pela ANAC, foi que a companhia passou a operar oficialmente com voos regulares no aeroporto. No entanto, a companhia deixou de operar voos regulares em outubro e por fim teve seu Certificado de Operador Aéreo suspenso no dia 24 de fevereiro de 2017, estando então oficialmente proibida de voar.
Em 4 de março de 2016, a Azul encerrou todas as operações na Pampulha, centralizando todas as suas rotas que atendem a Belo Horizonte no Aeroporto Internacional de Confins.
Em 09 de Agosto de 2017 a Passaredo Linhas Aéreas solicitou a ANAC voos para Uberlândia,Governador Valadares
e Brasília partindo do Aeroporto da Pampulha.Seis dias depois solicitou  novos voos partindo de SBBH para Guarulhos e Ipatinga.

## Projetos e obras recentes
Construção da nova torre de controle
- Ordem de serviço assinada em 30/05/2011 - R$ 5,4 milhões - compreendendo a construção da nova torre de controle (TWR) com 26,7 metros.[72]

Reforma das subestações de energia
- Ordem de serviço assinada em 03/08/2011 - R$ 2,6 milhões  - para execução das obras de revitalização das subestações de energia elétrica principal e do Terminal de Passageiros. O serviço contempla a substituição dos painéis elétricos, transformadores, grupos geradores, rede de dutos, entre outros componentes.[73]

Projeto para adequações no terminal de passageiros
- Contrato assinado em 24/01/2012 - R$ R$ 174 mil - O projeto inclui reforma da fachada, climatização do Terminal de Passageiros, ampliação da área de desembarque e adequações de acessibilidade. O projeto também prevê a reforma do estacionamento, com a criação de novas vagas, e reforma e ampliação dos balcões de check-in. Este contrato foi apenas para o desenvolvimento do projeto, as obras não chegaram a ser executadas.[74]

Adequação na pista de pousos e decolagens
- Redução da pista em 15/03/2012 - O Departamento de Controle do Espaço Aéreo (DECEA) determinou uma redução de 176 metros na pista de pousos e decolagens, para possibilitar o aeroporto a operar aeronaves com aproximação por instrumentos. Então, a pista de 2.540 metros passou a ter a distância utilizável de 2.364 metros para pousos e decolagens.[75][76]

|                                                                                       |  |                                            |
| Conexão Aeroporto: ônibus que liga a Pampulha ao Aeroporto de Confins e à Rodoviária. |  | Vista do pátio principal e do pátio norte. |

Reforma e ampliação da sala de desembarque
- Ordem de serviço assinada em 21/11/2012 - R$ 219,7 mil - Obra de ampliação e reforma da sala de desembarque para a instalação de nova esteira de restituição de bagagens. Com os ajustes, a área de desembarque ganha mais 110 m², recebendo também novo forro, grades, piso e esquadrias de alumínio, nova pintura nas paredes e uma barra de proteção para a nova esteira. Outras melhorias, como a instalação de monitores informativos e a criação de dois banheiros foram entregues - Obra concluída em 11/06/2013.[77][78]

Outras Obras
- Reconstrução do pátio Norte, orçada em R$ 9,5 milhões.
- Iluminação do pátio Norte e manutenção do pátio Sul, orçadas em R$ 348,5 mil.
- Recuperação de muros e cercas, orçada em R$ 1,2 milhão.[75]

### Obras contra enchentes
Ocasionalmente, quando a cidade é atingida por temporais de forte intensidade, o Aeroporto da Pampulha fica sujeito a inundações. Nas ocorrências mais recentes, em 10 de dezembro de 2012 e em 2 de abril de 2014, a enchente atingiu o terminal de passageiros do aeroporto com a água chegado a altura de aproximadamente 30 centímetros acima do piso.
A fim de minimizar os problemas que os temporais têm ocasionado na região do aeroporto, a Prefeitura de Belo Horizonte iniciou a construção de uma barragem de contenção de águas das chuvas, localizada no Bairro Liberdade. Estas obras estão paradas devido a impasse judicial decorrente da desapropriação de moradores. Enquanto as obras não são finalizadas a região do aeroporto volta a registrar alagamentos em fevereiro de 2016, quando fortes temporais atingiram Belo Horizonte.

## Infraestrutura
| Sítio Aeroportuário - Área civil: 1.827.584 m² - Área militar: 258.320,85 m² Pista de pousos e decolagens Pista única (13/31): - 2540 x 45 metros (2.364 m utilizável) Instrumentos de pouso e radionavegação: - LOC/DME pela cabeceira 13 - VOR/DME - NDB Capacidade: - 25 movimentos/hora | Terminal de Passageiros Área: 4.629,64 m² Capacidade anual: - 2,2 milhões de passageiros Check-in: - 10 balcões de check-in (duplos) Sala de Embarque: - Capacidade: 300 passageiros - Portões de embarque: 4 (alocação remota) Sala de desembarque: - Capacidade: 360 passageiros - 2 esteiras de restituição de bagagens Estacionamento de veículos: - 226 vagas | Pátio de aeronaves Área Total: 92.810 m² Pátio principal (39.310 m²): - 2 posições da aviação militar - 8 posições da aviação comercial - 2 posições da aviação geral - Total: 12 posições Pátio Norte (53.500 m²): - 3 posições da aviação comercial - 3 posições para helicópteros - 28 posições da aviação geral - Total: 34 posições |

## Acidentes e incidentes
Desde o início do funcionamento do aeroporto em 1933, os registros de acidentes e incidentes aéreos na Pampulha são, em sua grande maioria, com aeronaves de pequeno porte. Em toda a história do aeroporto, todos os cinco acidentes fatais, cujo maior número de vítimas é quatro, aconteceram com aeronaves pequenas. Não há também registros de vítimas fatais em solo.
A Organização de Aviação Civil Internacional (OACI) define uma ocorrência como acidente quando há pessoas gravemente ou fatalmente feridas, ou quando a aeronave sofre danos ou falhas estruturais, ou ainda quando a aeronave tenha desaparecido ou ficado totalmente inacessível. Já o incidente, é definido pela OACI quando uma ocorrência não configure um acidente, mas que comprometa ou possa comprometer a segurança da operação.

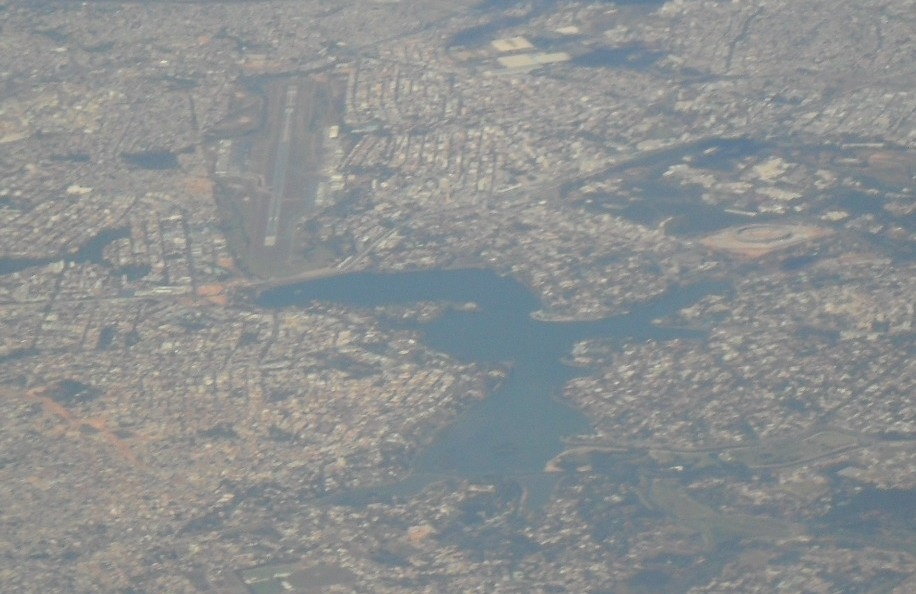
Vista aérea do Aeroporto da Pampulha em meio à malha urbana de Belo Horizonte.

### Acidentes
No dia 07 de junho de 2015, durante um arriscado procedimento de decolagem que seria proibido, um avião bimotor Beechcraft King Air C90, matrícula PR-ABG, cai sobre o bairro Minaslândia. O avião seguia para a cidade de Setubinha, com dois tripulantes e um passageiro que morreram no acidente. Não houve vítimas em solo.
Em 26 de fevereiro de 2010, um bimotor modelo Cessna 310, prefixo PT-OID, ao se aproximar para pouso na Pampulha, se chocou contra a Serra do Curral, a cerca de 15 quilômetros do aeroporto. Havia forte neblina na serra no momento do acidente. Morreram os dois ocupantes da aeronave, que vinha da cidade de Leopoldina.
No dia 29 de setembro de 2009, um balizador, funcionário da Infraero, entrou em choque com a hélice do avião monomotor, modelo Cherokee PA 28, prefixo PT-DZR, durante a manobra para estacionamento. O balizador ficou gravemente ferido, com a mão decepada. Os dois ocupantes do avião nada sofreram.
No dia 23 de fevereiro de 2008, um monomotor EMB Corisco II,  prefixo PT-VHQ, se choca contra a Serra do Curral 10 minutos após decolar do Aeroporto da Pampulha. Havia muita neblina no momento do acidente. O avião tinha como destino a cidade de Juiz de Fora e seus quatro ocupantes morreram no acidente.
Entre 2005 e 2007 houve uma sequência de três acidentes com helicópteros na Pampulha. Em 20 de setembro de 2007, o helicóptero de matrícula PT-YAZ da empresa Líder Táxi Aéreo se incendiou no Aeroporto da Pampulha quando estava prestes a decolar. Os dois tripulantes e os cinco passageiros saíram ilesos. O helicóptero ficou gravemente danificado. No dia primeiro de fevereiro de 2006, durante voo de treinamento, o helicóptero de matrícula PP-EJF perdeu altura enquanto pairava sobre a pista e veio a colidir com o solo. Os dois tripulantes e um passageiro, que ocupavam a aeronave, saíram ilesos. Em 17 de dezembro de 2005, outro helicóptero, de matricula PT-HZT, ficou fora de controle durante início de decolagem colidindo o rotor principal com o solo. Dos seis ocupantes, apenas um teve ferimentos leves. A aeronave teve danos graves.
No dia 11 de junho de 2003,um pequeno avião bimotor de modelo Piper Navajo, matrícula PT-EHH, caiu em um lote vago no bairro Jardim Atlântico, a cerca de 2 quilômetros do Aeroporto da Pampulha de onde decolou. A aeronave seguia para Juiz de Fora com quatro ocupantes, que morreram carbonizados. Não houve vítimas em solo.
No dia 22 de maio de 2002,  um bimotor Seneca II, matrícula PT-RQE, fez um pouso forçado por problemas técnicos em um lote vago no bairro Guarani, zona norte de Belo Horizonte. O Avião seguia para a cidade de Campos dos Goytacazes e seus três ocupantes sofreram ferimentos.
No dia 12 de abril do ano 2000, um bimotor BE-80, matrícula PT-KKI, decolou da Pampulha com destino a cidade de Sorocaba, mas caiu no bairro São Bernardo, próximo ao aeroporto, atingindo três casas. Os três ocupantes do avião morreram e outras duas pessoas em solo tiveram ferimentos leves.

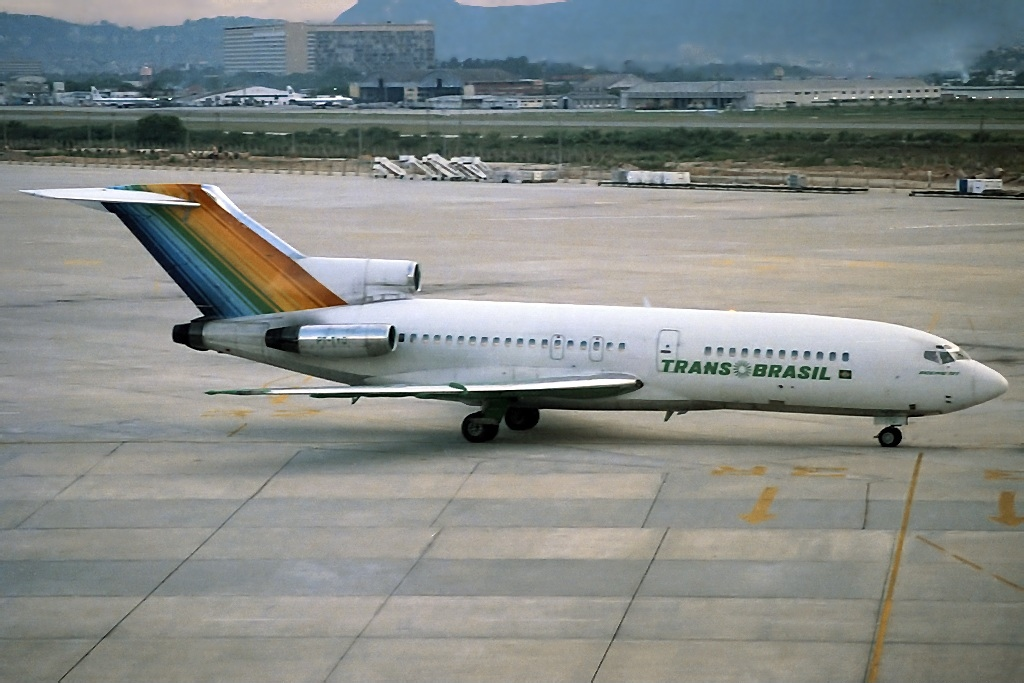
O Boeing 727 da antiga Transbrasil ainda em operação seis anos após incidente ocorrido na Pampulha em 1978.

### Incidentes
Em 20 de outubro de 2015, um avião turboélice modelo ATR-72 da Passaredo teve problemas técnicos minutos após decolar da Pampulha, fazendo a aeronave retornar ao aeroporto. O Avião seguia para a cidade de Ribeirão Preto. Ninguém se feriu;
No dia 13 de novembro de 2013, um jato particular Cessna Citation CJ2, matricula PP-CML, saiu parcialmente da pista durante a decolagem. Nenhum dos nove ocupantes do avião sofreu ferimentos. O aeroporto ficou fechado por duas horas e meia.
No dia 27 de novembro de 2012, um jato particular teve o pneu furado no momento da decolagem na Pampulha, levando o piloto a interromper a decolagem. A pista do aeroporto ficou fechada por cerca de duas horas. Ninguém se feriu; Em 12 de junho de 2012, um pequeno avião monomotor Cessna 150 tombou para a lateral da pista durante pouso no Aeroporto da Pampulha. As duas pessoas a bordo não se feriram. A pista ficou fechada por cerca de meia hora.
Em 22 de setembro de 2004, um avião bimotor de modelo Cessna 310, matrícula PP-KJT, quebrou o trem de pouso durante aterrissagem na Pampulha, levando a aeronave a sair da pista. O avião procedia de Goiânia com duas pessoas, que não sofreram ferimentos. O aeroporto ficou fechado por cerca de uma hora.
Em 11 de janeiro de 2001, um bimotor Seneca II, matrícula PT-RGR, fez um pouso forçado em um terreno da Infraero, na Pampulha. O piloto e os três passageiros não se feriram.
Em 20 de agosto de 1978, durante o pouso, um Boeing 727 de matrícula PT-TYQ da Transbrasil toca o solo a 60 metros antes da cabeceira da pista. Não houve vítimas e a aeronave teve leves os danos.
No dia 05 de maio do ano 1955, ao decolar, um avião Vickers Viscount da VASP colidiu com uma vaca que estava da cabeceira da pista. Não há informações sobre feridos dentre os 26 passageiros e tripulação que ocupavam a aeronave.

### Falcoaria
A falcoaria é uma arte milenar de treinamento de falcões e outras aves de rapina para caça. O Aeroporto da Pampulha foi o primeiro no Brasil a adotar essa técnica na prevenção de acidentes aéreos decorrentes da colisão de pássaros, a partir de 2007. São cinco falcões e mais três gaviões que sobrevoam a região do aeroporto com a missão de capturar garças, pombos, quero-queros e urubus, que são responsáveis por grande parte dos acidentes aéreos no mundo. Quando os pássaros atingem as turbinas, os aviões ficam desestabilizados, o que pode levar a sérios acidentes.
Segundo o Centro de Investigação e Prevenção de Acidentes Aeronáuticos (CENIPA), até 2012, o número de colisões de aves nos aviões reduziu 30% desde que começou o uso da falcoaria na Pampulha.